# Heli (Vorname)
Heli ist ein weiblicher und männlicher Vorname.

## Herkunft und Bedeutung
Der weibliche Name ist die finnische Verkleinerungsform von Helena. Andere finnische Verkleinerungsformen sind Ella und Leena. 
Zudem ist der männliche Name die lateinische Form von Eli. Diese Form wird meist in englischen Versionen des Neuen Testaments verwendet.

## Bekannte Namensträger
- Heli Deinboek (* 1955), österreichischer Bluesmusiker, Liedermacher und Kabarettist
- Heli Ihlefeld (eigentlich Helegine Ihlefeld; * 1935), deutsche Journalistin.
- Heli Finkenzeller (1911–1991), deutsche Bühnen- und Filmschauspielerin
- Heli Jukkola (* 1979), finnische Orientierungsläuferin
- Heli Rantanen (* 1970), finnische Leichtathletin
- Heli Busse, gemeinsames Pseudonym des Ehepaares Heinz und Liselotte Busse, das in der DDR humoristische Artikel und Bücher schrieb